# Новая Деревня (Цивильский район)
Но́вая Дере́вня (чув. Ҫӗнӗ Сала) — деревня в Цивильском районе Чувашской Республики. Входит в состав Рындинского сельского поселения.

## География
Деревня расположена на правобережье реки Малый Цивиль, в 3 км от районного центра — города Цивильск, в 41 км от столицы республики — города Чебоксары, в 10 км от железнодорожной станции.

### Административно-территориальное деление
До 1927 года — в составе Ивановской, Цивильской волостей Цивильского уезда, с 1 октября 1927 года в составе Цивильского района. 

Сельские советы: с 1 октября 1927 года — Новодеревенский, с 27 сентября 1951 года — Рындинский:202.

## История
Деревня упоминается с XIX века.
Жители — русские, до 1861 года помещичьи крестьяне Арцыбышевых; занимались земледелием, животноводством. Имение Арцыбышевых при деревнях Мамино (ныне не существует, на территории деревни теперь располагается посёлок Опытный Цивильского района) и Новой являлось крупным (около 1000 десятин в начале XX века) и передовым хозяйством с конезаводом, плодовым садом, водяной мукомольной мельницей с крупорушкой и шерстобойкой. 
В 1930 году жители деревни образовали колхоз «Красный бригадир». 
По состоянию на 1 мая 1981 года Новая Деревня Рындинского сельского совета — в составе совхоза-техникума:102.

## Население
По данным Всероссийской переписи населения 2002 года в деревне проживали 89 человек, преобладающие национальности — русские (57%), чуваши (39%).
| 2010 | 2012 |
| ---- | ---- |
| 92   | →92  |

## Инфраструктура
Улица: Сила́нтьева.

## Памятники и памятные места
- Обелиск воинам, погибшим в Великой Отечественной войне (ул. Силантьева)[8].

## Уроженцы
- Силантьев Михаил Васильевич (1918 — 1943) — лейтенант Рабоче-крестьянской Красной армии, танкист, участник Великой Отечественной войны, Герой Советского Союза (1944).
- Судьин Сергей Корнилович (1894 — 1938) — советский государственный деятель, в 1935 году — первый заместитель наркома внешней торговли СССР[9].